# کشتی مین‌جمع‌کن کلاس لپوینگ
کشتی مین‌جمع‌کن کلاس لپوینگ (به انگلیسی: Lapwing-class minesweeper) یک کلاس از کشتی است که طول آن ۱۸۷ فوت ۱۰ اینچ (۵۷٫۲۵ متر) می‌باشد.